# کریستین لاتی
کریستین لاتی (انگلیسی: Christine Lahti؛ زادهٔ ۴ آوریل ۱۹۵۰) یک کارگردان، و هنرپیشه اهل ایالات متحده آمریکا است. وی از سال ۱۹۷۸ میلادی تاکنون مشغول فعالیت بوده‌است.

## فیلم‌شناسی
از فیلم‌ها یا برنامه‌های تلویزیونی که وی در آن نقش داشته‌است می‌توان به و عدالت برای همه …، شیفت بعدازظهر، تاچ‌بک، عشق و نفرت، مراحل، افراد باهوش، شرط‌بندی و سریال مأموریت در هاوایی اشاره کرد.